# Institut des services des musées et des bibliothèques
L’Institut des services des musées et des bibliothèques (Institute of Museum and Library Services ou IMLS) est une agence indépendante du gouvernement des États-Unis, fondée en 1996. Principale source d'aide fédérale aux bibliothèques et musées des États-Unis, sa mission : Créer des bibliothèques solides et des musées connectant les gens par l'information et les idées,,.
En outre, le IMLS grâce à la National Medal for Museum and Library Service, récompense pour services apportés à la communauté par les bibliothèques et musées,,.
Au cours de l’exercice 2023, l’IMLS disposait d’un budget de 313,58 millions de dollars américains et de 70 employés à temps plein.
Le 15 mars 2025, elle est l'une des sept agences qu’un décret de la Seconde présidence de Donald Trump veut démanteler.